# تامارا ماخموریان
تامارا دمیتری ماخموریان (ارمنی: Թամարա Դմիտրիի Մախմուրյան؛ انگلیسی: Tamara Makhmuryan؛ زاده ۱ دسامبر ۱۹۰۷ - درگذشته ۲۷ نوامبر ۲۰۰۲) یک سرطان‌شناسی و پزشکی زنان اهل ارمنستان بود.

## زندگی‌نامه
وی در ۱ دسامبر ۱۹۰۷ در باکو به دنیا آمد و از دانشگاه پزشکی دولتی ایروان (۱۹۳۶) فارغ‌التحصیل گشت. وی در مرکز ملی سرطان‌شناسی ب. فانارجیان (۱۹۴۶-۱۹۸۳) و مرکز مارگاریان (۱۹۳۸-۱۹۴۶) فعالیت کرد.  وی در ۲۷ نوامبر ۲۰۰۲ در سن ۹۴ سالگی در ایروان درگذشت.

## یادداشت
1. ↑  բժշկական գիտությունների դոկտոր